# Pistolet Walther P38
Pistolet Walther P38 – niemiecki pistolet samopowtarzalny skonstruowany przez Fritza Walthera, jako następca P08 Parabellum. Podstawowy pistolet sił zbrojnych III Rzeszy w latach 1938–1945. Jego zmodernizowana powojenna wersja (P1) produkowana była do 2003 r. stanowiąc podstawowy pistolet Bundeswehry do 1996 r.

## Historia
Jeszcze przed odrzuceniem w 1935 przez Niemcy ograniczeń traktatu wersalskiego (zakazującego m.in. prac nad pistoletami kalibru 9 × 19 mm Parabellum) prowadzono prace nad nowym pistoletem, który miał zastąpić drogi i skomplikowany w produkcji pistolet P08 Parabellum. Prace prowadzono w ścisłej tajemnicy w firmach Mauser i Walther.
Pierwszą propozycją Walthera był pistolet Walther PP w wersji kalibru 9 × 17 mm Short, ale został odrzucony, ponieważ Reichswehra żądała broni kalibru 9 × 19 mm. Następną propozycją był Militärpistole (MP, później określany jako MP I), będący powiększonym Waltherem PP. W latach 1930–1932 wykonano cztery prototypy tego pistoletu. Podobnie jak w PP zastosowano zamek swobodny, czego skutkiem była duża masa pistoletu.
W 1932 powstał prototyp MP II z zamkiem półswobodnym. Został on oceniony jako konstrukcja lepsza niż MP I, ale armia uznała, że nowy pistolet musi mieć zamek ryglowany. Zastrzeżenia budził także mechanizm uderzeniowy z kurkiem zewnętrznym. Nowe wymagania wojska żądały pistoletu z kurkiem lub bijnikiem wewnętrznym.
W 1934 powstał prototyp MP III. Była to konstrukcja zbudowana od podstaw, na żądanie wojska wyposażona w lufę zewnętrzną, zamek ryglowany ryglem wahliwym i kurek wewnętrzny. Ponieważ testy wykazały, że zamek obejmujący lufę tylko przy pomocy dwóch niepołączonych ramion ma niską trwałość, w następnym prototypie oznaczonym jako MP IV oba ramiona połączono mostkiem. Wyniki prototypu MP IV były na tyle dobre, że Fritz Walther zdecydował o wyprodukowaniu krótkiej serii informacyjnej tego pistoletu. Wyprodukowane egzemplarze oznaczono jako AP (Armeepistole). Poszczególne egzemplarze pistoletów AP różnią się długością lufy i konstrukcją zamka.
Kilka egzemplarzy AP zostało przekazanych do testów armii. Testy wypadły pomyślnie, ale testujący pistolet postulowali przywrócenie kurka zewnętrznego. W efekcie powstał prototyp MP V z kurkiem zewnętrznym i nowym zamkiem o pogrubionych ściankach. Pomimo że wprowadzenie kurka zewnętrznego było żądaniem armii, znowu pojawiły się głosy, że taka konstrukcja jest mniej bezpieczna i że lepszy będzie jednak kurek zakryty.
Fritz Walther postanowił, że nie będzie czekał, aż armia niemiecka zdecyduje, jaki kurek jest lepszy, i postanowił w 1938 rozpocząć produkcję seryjną pistoletu pod oznaczeniem HP (Heerepistole). Seryjne egzemplarze różniły się od MP V wprowadzeniem samoczynnej blokady iglicy, zabezpieczającej broń przed wystrzałem w przypadku uderzenia w zwolniony kurek.
Pierwszym kupcem była armia szwedzka, która wprowadziła do uzbrojenia Walthera HP jako Pistol m/39. Szwedzi otrzymali tylko 1500 z zamówionych 11 000 pistoletów. Dalsze dostawy zostały wstrzymane po przyjęciu HP do uzbrojenia Wehrmachtu jako P38. Pomimo wprowadzenia pistoletu do uzbrojenia do kwietnia 1940 zakupione pistolety były magazynowane i nie dostarczano ich jednostkom wojskowym.
W następnych latach produkcja rozwijała się. Poza zakładami Walthera w Zella-Mehlis P38 był produkowany także w zakładach Mausera w Oberndorfie (od 1942), a od 1943 także w Spreewerke AG w Berlinie. W sumie do końca II wojny światowej wyprodukowano 1,32 mln sztuk.
Jednocześnie z produkcją pistoletów dla Wehrmachtu zakłady Walthera produkowały HP na rynek cywilny. Wyprodukowano też krótkie serie HP w kalibrach: 7,65 × 21 mm Parabellum, .38 ACP (9 × 23 mm) i .45 ACP (11,43 × 23 mm). Powstała krótka seria pistoletów P38 ze szkieletem aluminiowym. W 1944 wyprodukowano również serię pistoletów HP wyposażonych w skróconą lufę (w literaturze określaną jako „Gestapo-Modell”). Powstała także wersja uproszczona, w której zamek wykonany z blachy obejmował całą lufę, ale nie była ona produkowana.
Po zajęciu zakładów Mausera w Oberndorfie przez Francuzów produkcję P38 kontynuowano, tym razem dla armii i policji francuskiej. Do maja 1946, kiedy produkcję wstrzymano, wyprodukowano 65 755 pistoletów. Zakłady Spreewerke zostały zajęte przez Sowietów, one także kontynuowały produkcję Waltherów po wojnie (dla enerdowskiej milicji). Zakłady Walthera w Zella-Mehlis zostały zajęte przez Amerykanów. Ponieważ Turyngia znalazła się w radzieckiej strefie okupacyjnej, Amerykanie wkrótce się wycofali. Sowieci wyposażenie zakładów wywieźli do ZSRR, a budynki wysadzili.

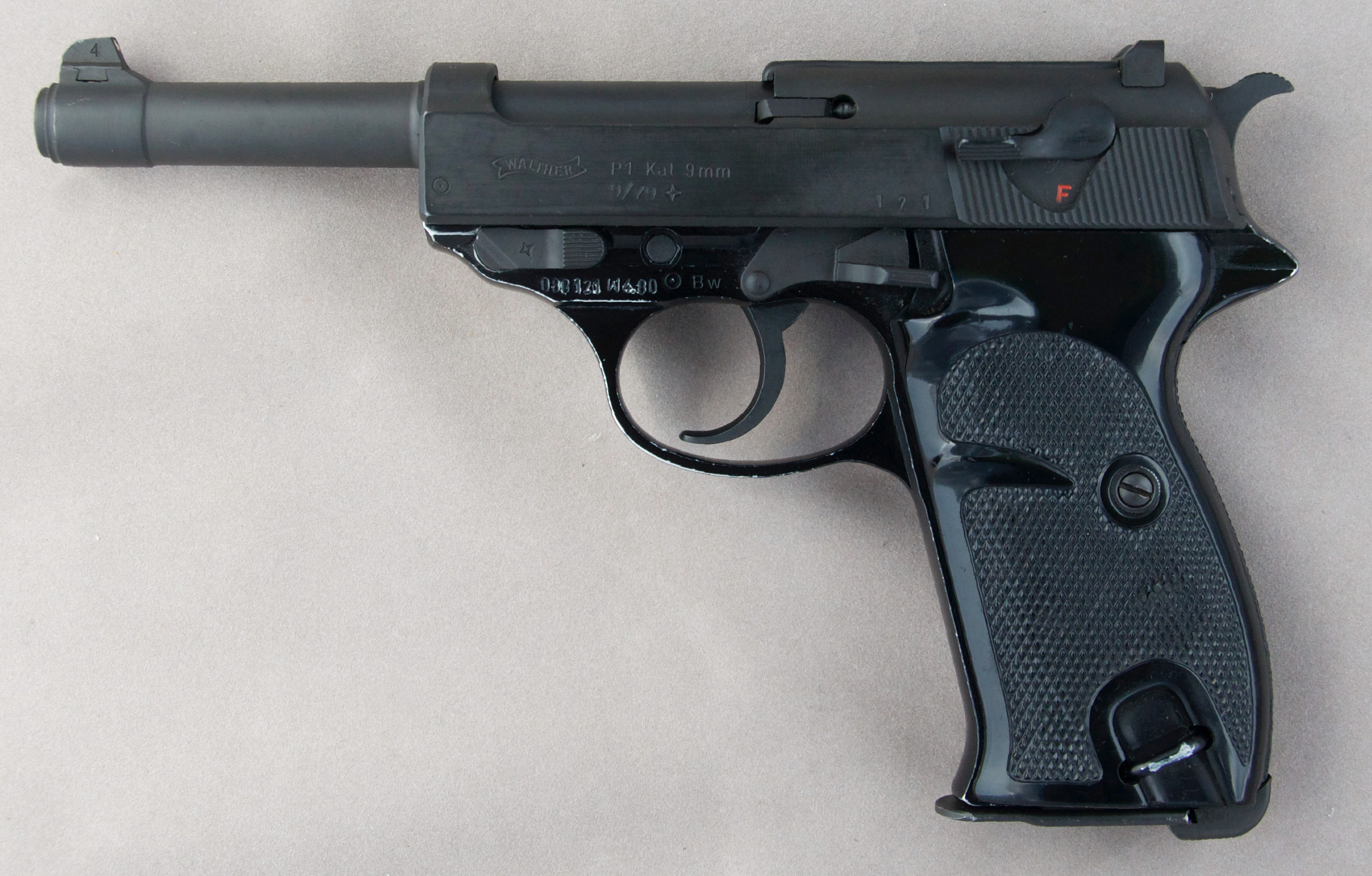
Walther P1

Fritz Walther zdołał przedostać się do zachodniej części Niemiec. W Ulm w Badenii-Wirtembergii otworzył zakład zajmujący się produkcją mechanicznych kalkulatorów. Z czasem jego nowa firma zaczęła się zajmować remontami broni strzeleckiej. W 1958 wznowiono produkcję HP pod oznaczeniem P38. Po wyprodukowaniu 200 egzemplarzy zaczęto produkcję pistoletów z aluminiowym szkieletem. Właśnie ta wersja stała się w 1963 przepisowym pistoletem Bundeswehry jako P1. Pistolety ze szkieletem aluminiowym produkowane na rynek cywilny zachowały oznaczenie P38.
W 1968 powstała wersja ze zmodyfikowanym zamkiem, początkowo oznaczana jako P38/II (później z odrębnego oznaczenia zrezygnowano). W następnych latach w broni wprowadzano kolejne drobne zmiany konstrukcyjne. Rozpoczęto także produkcję seryjną wersji kalibru 7,65 × 21 mm Parabellum przeznaczonej na włoski rynek cywilny.
W 1974 rozpoczęto produkcję pistoletu P38K. Pomimo podobnego wyglądu i oznaczenia, była to nowa konstrukcja z P38 mająca niewiele wspólnego.
Już w czasie II wojny światowej używane były Walthery P38, wyposażone w dołączany tłumik dźwięku (nie zachował się żaden egzemplarz tej broni). Po wojnie pojawiła się wersja z integralnym tłumikiem dźwięku, produkowana dla Arabii Saudyjskiej przez brytyjską firmę Cogswell & Harrison (ta sama firma produkowała tłumiki wytłumionych wersji STENa). Wzorując się na tej wersji, w zakładach Walthera Siegfried Hübner i Karl-Heinz Walther opracowali na początku lat sześćdziesiątych wytłumioną wersję P38SD.
W 1963 rozpoczęto licencyjną produkcję we francuskich zakładach Manurhin (pod oznaczeniem P1). Pistolety produkowano na potrzeby rynków, na których nie mogły być sprzedawane pistolety niemieckie (np. dla policji Berlina Zachodniego).
Produkcję Walthera P38 zakończono pod koniec 2004.

## Opis techniczny
Pistolet działa na zasadzie krótkiego odrzutu lufy. Ryglowany za pomocą niesymetrycznego pionowego wahliwego rygla umieszczonego pod lufą. Zasilany jest z jednorzędowego magazynka pudełkowego o pojemności 8 nabojów, miał ponadto wskaźnik obecności naboi w komorze. Mechanizm uderzeniowy kurkowy z kurkiem obrotowym odkrytym. Posiadał mechanizm spustowy z samonapinaniem, który umożliwia szybkie oddanie pierwszego strzału z pistoletu przenoszonego z nabojem w lufie i spuszczonym kurkiem oraz nastawny bezpiecznik skrzydełkowy, zabezpieczający przed przypadkowym strzałem i wewnętrzny bezpiecznik samoczynny, uniemożliwiający oddanie strzału przy niecałkowitym zaryglowaniu przewodu lufy. Celownik stały na 50 metrów.